# Ordine di Nostra Signora della Carità
L'Ordine di Nostra Signora della Carità (detto in origine anche del Rifugio) è un ordine monastico femminile di diritto pontificio.
Al suo interno esisteva una congregazione centralizzata, l'Unione di Nostra Signora della Carità.

## Storia

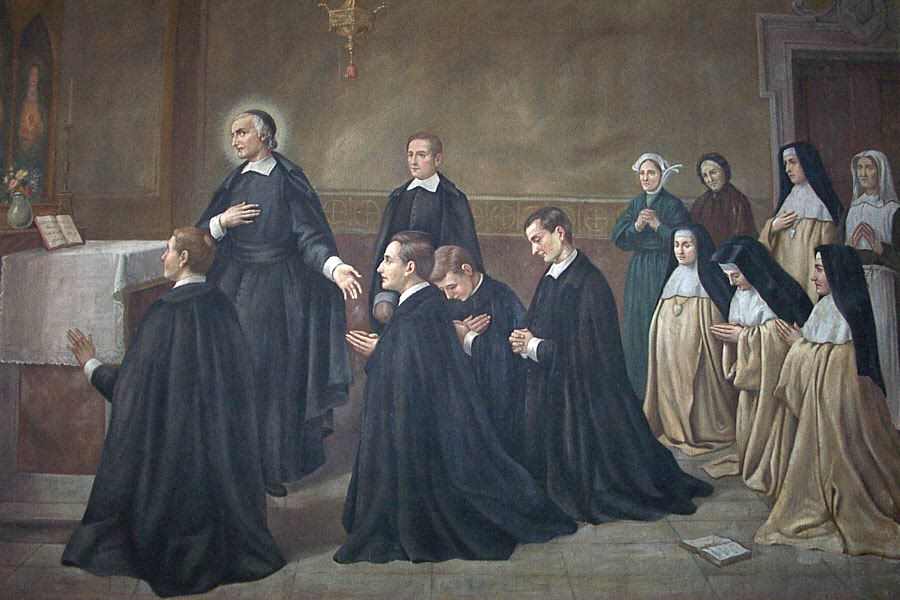
Giovanni Eudes consacra al Sacro Cuore di Gesù i padri e le religiose del suo ordine

L'ordine venne fondato da Giovanni Eudes (1601-1680): durante la sua predicazione in Normandia, Bretagna e Borgogna, raccolse alcune ex prostitute desiderose di cambiare vita e il 25 novembre 1651, con l'approvazione di Jacques d'Angennes, vescovo di Bayeux, prese in affitto un edificio a Caen e l'affidò a una comunità di volontarie desiderose di aiutare queste donne a reinserirsi in società.
Il fondatore diede alla comunità che dirigeva l'opera la regola di sant'Agostino e l'obbligo della clausura, dando origine a un nuovo ordine monastico; ai tre voti comuni a tutti i religiosi, le monache di Nostra Signora della Carità del Rifugio aggiungevano quello di zelo, che le obbligava a servire le giovani. L'ordine venne approvato l'8 febbraio 1651 da Édouard Molé, nuovo vescovo di Bayeux, e il 2 gennaio 1666 da papa Alessandro VII.
All'apertura del monastero di Caen fecero seguito le fondazioni di Rennes (1673), Hennebont (1676), Guingamp (1676), Vannes (1683), Tours (1711), La Rochelle (1715) e Parigi (1724). Dopo il periodo rivoluzionario, i monasteri in Francia erano dieci: nel 1853 venne aperta la prima casa all'estero, a Dublino, poi altre a Buffalo (1855) e Loreto (1856).
L'ordine aveva un'organizzazione monastica, con case autonome, ciascuna indipendente e con noviziato interno: Maria di Sant'Eufrasia Pelletier fece il primo tentativo di centralizzazione dando inizio alla congregazione del Buon Pastore. Nel 1909 ci fu la prima riunione di superiore di monasteri dell'ordine per discutere il problema della centralizzazione, ma senza esiti: alcune case decisero, in seguito, di passare alla congregazione del Buon Pastore.
Negli anni quaranta del XX secolo sorsero due federazioni monastiche: nel 1944 venne costituita una federazione di monasteri americani e nel 1945 una formata dai monasteri francesi, spagnoli, portoghesi e messicani. Dall'evoluzione di queste federazioni ebbero origine due congregazioni centralizzate. La federazione francese si trasformò nell'Unione di Nostra Signora della Carità (l'Unione Latina), approvata dalla Santa Sede il 3 ottobre 1967. I monasteri della federazione americana decisero, nel capitolo del 1978, di adottare lo stato di congregazione religiosa e andarono a costituire l'Unione nordamericana, con sede generalizia a Carrollton (Ohio), approvata dalla santa Sede il 23 marzo 1979.
L'unione latina e quella nordamericana si sono fuse nel 2007; nel 2014 l'istituto si è unito alla congregazione delle Suore di Nostra Signora della Carità del Buon Pastore.

## Attività e diffusione
Ai tre voti comuni a tutti i religiosi (povertà, obbedienza e castità), le religiose di Nostra Signora della Carità aggiungono il voto di servizio apostolico, cioè quello di annunciare che Gesù è venuto a "cercare e a salvare ciò che era perduto".
Alla fine del 2008 esistevano ancora 5 case autonome con 45 religiose dell'Ordine di Nostra Signora della Carità.